# Sheki (quận)
Sheki (tiếng Azerbaijan:Şəki) là một quận thuộc Azerbaijan. Dân số thời điểm năm 2012 là 157353 người.